# غلين ويكسلر
غلين ويكسلر (بالإنجليزية: Glenn Wexler)‏ هو رسام أمريكي، ولد في 30 أغسطس 1963 في شيكاغو في الولايات المتحدة.